# Medalha de Vitória da Segunda Guerra Mundial
A Medalha de Vitória da Segunda Guerra Mundial é uma medalha das Forças Armadas dos Estados Unidos que foi criada pelo Congresso em julho de 1945. A medalha comemora o serviço militar durante a Segunda Guerra Mundial e é concedida a qualquer membro do exército dos Estados Unidos, inclusive membros das forças armadas do Governo das Ilhas Filipinas ou reservistas que tenham servido ativamente entre 7 de dezembro de 1941 e 31 de dezembro de 1946.  A primeira medalha foi fabricada como Barretas, referidas como "Barretas da Vitória". Por volta de 1946, uma medalha totalmente de metal havia sido estabelecida como a referida Medalha de Vitória da Segunda Guerra Mundial. 